# Jacques Bruneau de Tartifume
Pour les articles homonymes, voir Bruneau et Tartifume.
Jacques Bruneau de Tartifume, connu également sous l'appellation de Jacques Bruneau, sieur de Tartifume (1574-1636), est un chroniqueur d'Anjou au XVIIe siècle, écrivain, dessinateur, avocat et président au siège du présidial d’Angers.

## Biographie
Érudit angevin, lettré et diplômé en Droit de l'université d'Angers.
Témoin oculaire de son temps, il note les évènements importants qui se déroulent et dont il est témoin.
On lui doit des détails historiques sur le roi René, duc d'Anjou, et de Provence, duc de Lorraine et roi de Naples.
Il nous laisse un témoignage sur la présence de François Rabelais au monastère du couvent des Cordeliers d'Angers.
En tant qu'avocat, il présida le présidial d'Angers, tribunal de justice de l'Ancien Régime créé au XVIe siècle.
Entre 1601 et 1635, il fréquenta l'Académie d'équitation d'Angers, lieu privilégié attirant de nombreux élèves d'autres pays européens, notamment Allemands et Hollandais. Il y enseigna le grec auprès d'un jeune public d'érudits.
Bruneau de Tartifume écrivit plusieurs ouvrages, l'un d'eux aborde les mœurs de ses concitoyens angevins : Dicts facétieux satiriques proverbes et actions joyeuses qui ont esté et sont Angiers et du pays d'Anjou.
Un autre livre de lui : Angers, contenant tout ce qui est remarquable en tout ce qui estoit anciennement dict la ville d'Angers.
Bruneau de Tartifume réalisa également des dessins (plume et encre) de monuments médiévaux (Université d'Angers, édifices religieux) et antiques (amphithéâtre) pour illustrer ses propres manuscrits. Il évoquait son indignation de voir des seigneurs laisser à l'abandon des monuments antiques, ainsi pour un amphithéâtre il écrivit : "Ledict edifice est appelé Grohan par Belleforest en sa Cosmographie. J’en ay fait le desseing en l’an 1609 à cause que le seigneur dudict lieu le ruynoit le plus qu’il pouvoit. Il y a faict planter de la vigne, ne se souciant de l’antiquité".
En 1626, Bruneau de Tartifume décrivit dans un autre manuscrit intitulé Philandinopolis, conservé à la bibliothèque municipale d'Angers, l’orgue de la cathédrale d'Angers comme étant le plus célèbre de France, parce qu'il comportait le meilleur clavier d'orgues. Il cite, dans ce même ouvrage, le talentueux travail d'orfèvre du graveur angevin René Boyvin, mort, selon lui, l'année précédente.

## Œuvres
- Philandinopolis ou plus clairement les fidèles amitiés, contenans une partie de ce qui a esté, et de ce qui peult estre et de qui se peult dire et rapporter de la ville d’Angers, et païs d’Anjou, 1626, Angers, Bibliothèque municipale, ms. 994.
- Histoire d’Angers contenant ce qui est remarquable en tout ce qui estoit anciennement dict la ville d’Angers, Angers, Bibliothèque municipale, ms. 995.

## Sources
1. ↑  http://dare.ubvu.vu.nl/bitstream/1871/3213/1/13972.pdf, pages 95/96
2. ↑  « Architectura - GALLIA ROMANA », sur univ-tours.fr (consulté le 10 octobre 2021).
3. ↑  « Architectura - GALLIA ROMANA », sur univ-tours.fr (consulté le 10 octobre 2021).